# Zașciîta, Novomîrhorod
Zașciîta (în ucraineană Защита) este un sat în comuna Iosîpivka din raionul Novomîrhorod, regiunea Kirovohrad, Ucraina.

## Demografie
Componența lingvistică a localității Zașciîta
     Ucraineană (95,31%)
     Română (3,76%)
     Alte limbi (0,94%)
Conform recensământului din 2001, majoritatea populației localității Zașciîta era vorbitoare de ucraineană (95,31%), existând în minoritate și vorbitori de română (3,76%).